# موتور الکتریکی

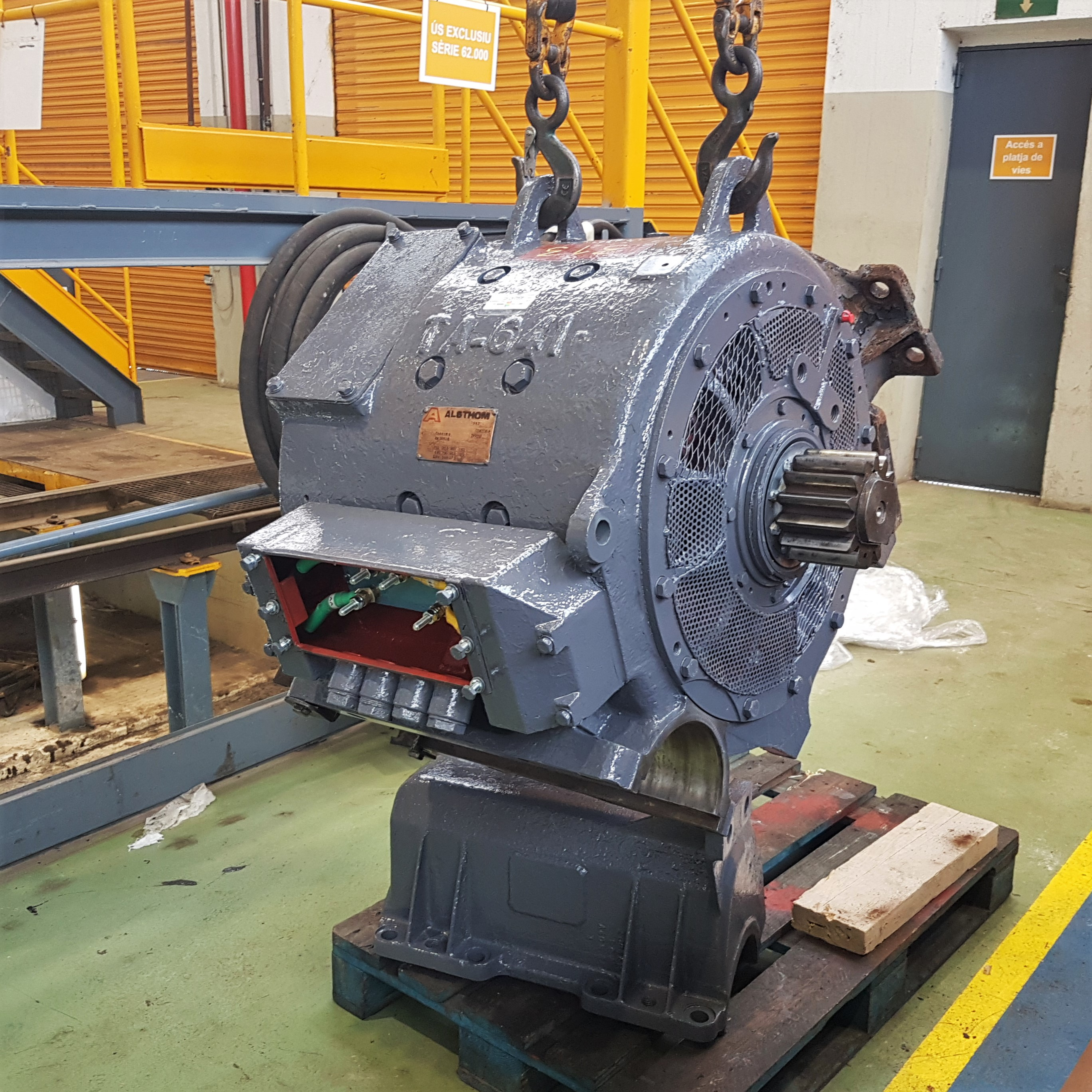
الکتروموتور آلستوم TA-641M که بر روی لکوموتیوهای سری ۷۰۰/۱۰۰۰ ساخت آلستوم قرار دارند.

موتور الکتریکی یا الکتروموتور، (به انگلیسی: Electric motor) گونه‌ای ماشین الکتریکی است که انرژی الکتریکی را به انرژی مکانیکی تبدیل می‌کند. اغلب موتورهای الکتریکی از طریق اثر متقابل بین میدان مغناطیسی و جریان الکتریکی در داخل یک سیم‌پیچ برای تولید نیرو به شکل گشتاور و اعمال آن به شفت موتور عمل می‌کنند. موتورهای الکتریکی را می‌توان توسط منابع برق جریان مستقیم (DC) مانند باتری‌ها یا یکسوکننده‌ها یا از طریق منابع برق جریان متناوب (AC) مانند شبکه‌برق، اینورترها یا ژنراتورهای الکتریکی به حرکت درآورد. ژنراتور الکتریکی از نظر مکانیکی با موتور الکتریکی یکسان است، اما جریان قدرت در آن معکوس است، یعنی انرژی مکانیکی را به انرژی الکتریکی تبدیل می‌کند.
موتورهای الکتریکی را می‌توان با توجه به ملاحظاتی مانند نوع منبع تغذیه، ساختار درونی، کاربرد و نوع حرکت خروجی طبقه‌بندی کرد. علاوه بر انواع AC در مقابل DC، موتورها ممکن است دارای جاروبک یا بدون جاروبک باشند، ممکن است چند فازه باشند (رجوع کنید به تک‌فاز، دو فاز یا سه فاز) و ممکن است به صورت هوا-خنک یا مایع-خنک باشند. موتورهای کاربرد عمومی با ابعاد و مشخصات استاندارد، توان مکانیکی مناسبی را برای کاربردهای صنعتی فراهم می‌کنند. بزرگترین موتورهای الکتریکی در پیشرانه‌های کشتی‌ها، فشرده‌سازی سیالات درون خطوط لوله و نیروگاه‌های ذخیره تلمبه‌ای با درجه‌بندی ۱۰۰ مگاوات استفاده می‌شوند.
اغلب موتورهای الکتریکی دوار هستند، اما موتورهای خطی هم وجود دارند. در یک موتور دوار بخش متحرک روتور و بخش ثابت استاتور خوانده می‌شود. اکثر موتورهای الکتریکی بر اساس الکترومغناطیس کار می‌کنند، اما موتورهایی که بر اساس پدیده‌های دیگری نظیر نیروی الکتروستاتیک و اثر پیزوالکتریک کار می‌کنند، هم وجود دارند که البته کاربردهای خاص و اندکی دارند.

شیوه کارکرد موتور DC

اندازه بازار جهانی فروش موتور الکتریکی در سال ۲۰۲۰ برابر ۱۴۲٫۷ میلیارد دلار برآورد شده‌است و انتظار می‌رود با نرخ رشد مرکب سالانه ۶٫۴٪ گسترش یافته و در سال ۲۰۲۸ به مبلغ ۲۳۲٫۵ میلیارد دلار برسد. بازار موتورهای الکتریکی در بخش حمل‌ونقل در سال ۲۰۱۹ بیش از ۲۶٫۶ میلیارد دلار بود و پیش‌بینی می‌شود بین سال‌های ۲۰۲۰ و ۲۰۲۶ با نرخ رشد مرکب سالانه ۴٫۶٪ رشد کند. پیش‌بینی می‌شود موتورهای الکتریکی مورد استفاده در بخش‌هایی مانند خودرو، راه‌آهن و هوافضا به دلیل سرمایه‌گذاری‌های پیوسته در توسعه محصول رشد چشمگیری را طی سال‌های آینده شاهد باشند.
اصلی‌ترین شرکت‌های تولیدکننده موتورهای الکتریکی در جهان عبارتند از: بالدور الکتریک کامپنی، امیتک، فرانکلین الکتریک، جمکو، و آزمو کو.
از الکتروموتور در فن‌ها، پمپ‌ها، کمپرسورها، ابزارهای خانگی، لوازم خانگی، خودروهای برقی، تجهیزات تهویه مطبوع، ابزارهای برقی و ربات‌های صنعتی استفاده می‌گردد. تقاضای موتورهای بازده بالا به دلیل عوامل مختلفی در حال افزایش است، این عوامل شامل: عمر طولانی، نیاز به نگهداری کم، مصرف انرژی پایین و تحمل زیاد ولتاژهای نوسانی، افزایش قیمت برق و استانداردهای سختگیرانه مصرف برق می‌باشد.

## موتورهای DC
موتور کلاسیک جریان مستقیم دارای آرمِیچری (به انگلیسی: Armature) از آهن‌ربای الکتریکی است. یک سوییچ گردشی به نام کُموتاتور جهت جریان الکتریکی را در هر سیکل دو بار برعکس می‌کند تا در آرمیچر 

جریان یابد و آهن‌رباهای الکتریکی، آهن‌ربای دائمی را در استاتور (به انگلیسی: Stator) موتور جذب و دفع کنند.
سرعت موتور جریان مستقیم وابسته به ولتاژ، و گشتاور آن، وابسته به جریان است.
اگرچه کاربرد این نوع الکتروموتورها محدود شده‌است، ولی به واسطه مزیت کنترل‌پذیری مطلوب این الکتروموتورها، همچنان در صنعت کاربرد دارند. ویژگی موتورهای جریان مستقیم، تنوع آن است که با ترکیب متنوع در مدار تحریک آنها، می‌توان مشخصه‌های گشتاور –دور گوناگونی بدست آورد؛ لذا موتورهای جریان مستقیم به خاطر سادگی کنترلشان، در سیستم‌هایی به کار می‌روند که نیاز به کنترل سرعت در محدوده وسیع و گشتاور زیاد دارند.
در ماشین‌های DC، کموتاتور به تدریج فرسوده می‌شود و بنابراین، ماشین‌های DC نیاز به تعمیر و نگهداری بیشتری دارند.
جایگاه ماشین‌های DC با تغییر و تحولات عرصهٔ الکترونیکِ قدرت خدشه دار شده، و آن‌ها رفته رفته جایگاه خود را در زمینه کنترل دور و گشتاور به رقبای AC خود واگذار می‌کنند. اما تا چند سال پیش موتورهای DC در دستگاه‌های اتوماتیک و اتوماسیون صنعتی سلطه مطلق داشتند. مدل ریاضیِ سادهٔ ماشین‌های DC کمک می‌کند که روش‌های کنترلی به خوبی توسعه یابند و مقدمه‌ای برای ورود به بحث موتورهای القایی و سنکرون می‌باشد؛ البته در کارخانه‌های مختلف هنوز هم موتورهای DC فراوانی مشغول به کار هستند؛ لذا بررسی و مطالعه این نوع از ماشین‌ها بسیار سودمند بوده و بینشی عمیق برای فهم روش‌های کنترل پیشرفته ایجاد می‌کند.
یک الکتروموتور DC، از یک آهن‌ربای ثابت به نام استاتور و آرمیچری که با سیم‌پیچ‌هایی به دور یک هسته آهنی (برای متمرکز کردن میدان مغناطیسی) تابانده شده‌است، به وجود می‌آید. سیم‌پیچ‌ها عموماً چندین دور به محور هسته پیچیده شده‌است و در موتورهای بزرگ می‌توان از جریانات موازی زیادی استفاده کرد. با چرخش آرمیچر منابع تغذیه خارجی، قسمت‌های مختلف از طریق گذشتن از جاروبک تحریک می‌شود. مقدار کل جریانی که به سیم‌پیچ‌ها فرستاده می‌شود، اندازه و تعداد دور سیم‌پیچ‌ها می‌تواند میزان قدرت میدان نیروی الکترومغناطیسی که تولید می‌شود را تعیین کند.

### موتورهای میدان سیم‌پیچ‌شده

بستن موتور به صورت شنت، سری و کامپوند

آهن‌رباهای دائم یک موتور DC را می‌توان با آهنرباهای الکتریکی تعویض کرد. با تغییر جریان میدان (سیم پیچ آهنربای الکتریکی) می‌توان نسبت سرعت به گشتاور موتور را تغییر داد. اگر سیم‌پیچ میدان به صورت سری با سیم‌پیچ آرمیچر قرار داده شود، یک موتور گشتاور بالای کم سرعت و اگر به صورت موازی قرار داده شود، یک موتور سرعت بالا با گشتاور کم خواهیم داشت. می‌توانیم برای بدست آوردن حتی سرعت بیشتر اما با گشتاور به همان میزان کمتر، جریان میدان را کمتر هم کنیم. این تکنیک برای کشش الکتریکی و بسیاری از کاربردهای مشابه آن ایدئال است و کاربرد این تکنیک می‌تواند منجر به حذف تجهیزات یک جعبه دنده متغیر مکانیکی شود.

#### موتورهای جریان مستقیم تحریک مستقل
این نوع الکتروموتورها نیز مانند سایر موتورهای الکتریکی از گشتاور بالا در لحظه راه اندازی برخوردار هستند با این تفاوت که اینجا سرعت و گشتاور به ولتاژ بالشتک یا همان فیلد بستگی دارد. به عنوان مثال اگر ولتاژ یک موتور تحریک مستقل ۱۰۰ولت باشد باید ابتدا بالشتک رو مستقل از آرمیچر تحریک کرده (حداقل ۵۰ ولت) و سپس آرمیچر را برق دار کنید. در این صورت موتور شروع به چرخیدن می‌کند. برای افزایش سرعت ولتاژ آرمیچر را به حد نامی برسانید و ولتاژ فیلد را کاهش دهید. برای بالا بردن گشتاور ولتاژ فیلد را بالا برده و توجه داشته باشید که در این شرایط سرعت به نسبت بالا رفتن گشتاور کاهش می‌یابد.
برای تغییر جهت چرخش جریان فیلد را معکوس کرده و هرگز بدون تحریک فیلد، آرمیچر را برق دار نکنید.

#### موتورهای جریان مستقیم سری
در این موتورها سیم پیچ تحریک با مدار آرمیچر سری می‌شود، بنابراین جریان سیم پیچ تحریک با جریان آرمیچر برابر است.
الکتروموتورهای DC سری(Series) دارای گشتاور راه انداز بالا بوده و از این رو در صنایعی که به گشتاور راه اندازی بالا نیازاست مانند جرثقیل‌ها، بالابر هیدرولیک، پرس‌ها ی ضربه ای، آسانسور و . . مورد استفاده قرار می‌گیرد.
همچنین از این نوع الکتروموتور در لوکوموتیوهای شهری (مترو و تراموا) استفاده می‌شود که به آن اصطلاحاً موتور کششی یا اصطکاکی (Traction Motor) گفته می‌شود.

#### موتورهای جریان مستقیم موازی یا شنت (shunt connected dc motors)
در این نوع موتورها سیم پیچ تحریک، موازی مدار آرمیچر قرار می‌گیرد بنابراین ولتاژ منبع تغذیه به دو سر مدار تحریک و آرمیچر، وصل می‌شود

#### موتورهای جریان مستقیم مختلط (سری-موازی یا کمپوند)
موتورهای DCکمپوند (مختلط) به موتورهایی گفته می‌شود که حاوی هر دو سیم پیچ تحریک سری و سیم پیچ تحریک شانت باشد

## موتورهای یونیورسال
یکی از انواع موتورهای DC از نوع سِری، موتور یونیورسال نام دارد زیرا می‌توان آن را هم با جریان DC و هم AC بکار برد، اگر چه که اغلب عملاً این موتورها با جریان متناوب کار می‌کنند. اصول کار این موتورها بر این اساس است که وقتی یک موتور DC سری به جریان متناوب وصل می‌شود، به دلیل سری بودن دو سیم پیچ میدان و آرمیچر، جریان یکسانی از سیم‌پیچ میدان و سیم‌پیچ آرمیچر عبور می‌کند، و بنابراین گشتاورِ خالصِ نسبتاً ثابتی ایجاد می‌شود. در عمل موتور بایستی به صورت خاصی طراحی شود تا با جریان متناوب سازگاری داشته باشد (امپدانس/راکتانس بایستی مدنظر قرار گیرند) و موتور نهایی عموماً دارای کارایی کمتری نسبت به یک موتور معادل DC خالص خواهد بود.
مزیت این موتورها این است که می‌توان تغذیه AC را روی موتورهایی که دارای مشخصه‌های نوعی موتورهای DC هستند بکار برد، خصوصاً اینکه این موتورها دارای گشتاور راه اندازی بالا و طراحی جمع و جور در سرعت‌های بالا هستند. جنبه منفی این موتورها تعمیر و نگهداری و مشکل قابلیت اطمینان آنهاست که به علت وجود کموتاتور ایجاد می‌شود و در نتیجه این موتورها به ندرت در صنایع مشاهده می‌شوند، اما در دستگاه‌هایی نظیر مخلوط کن، جاروبرقی، لوازم برقی آشپزخانه، و ابزارهای برقی مانند دریل استفاده می‌شوند.

## موتورهای AC

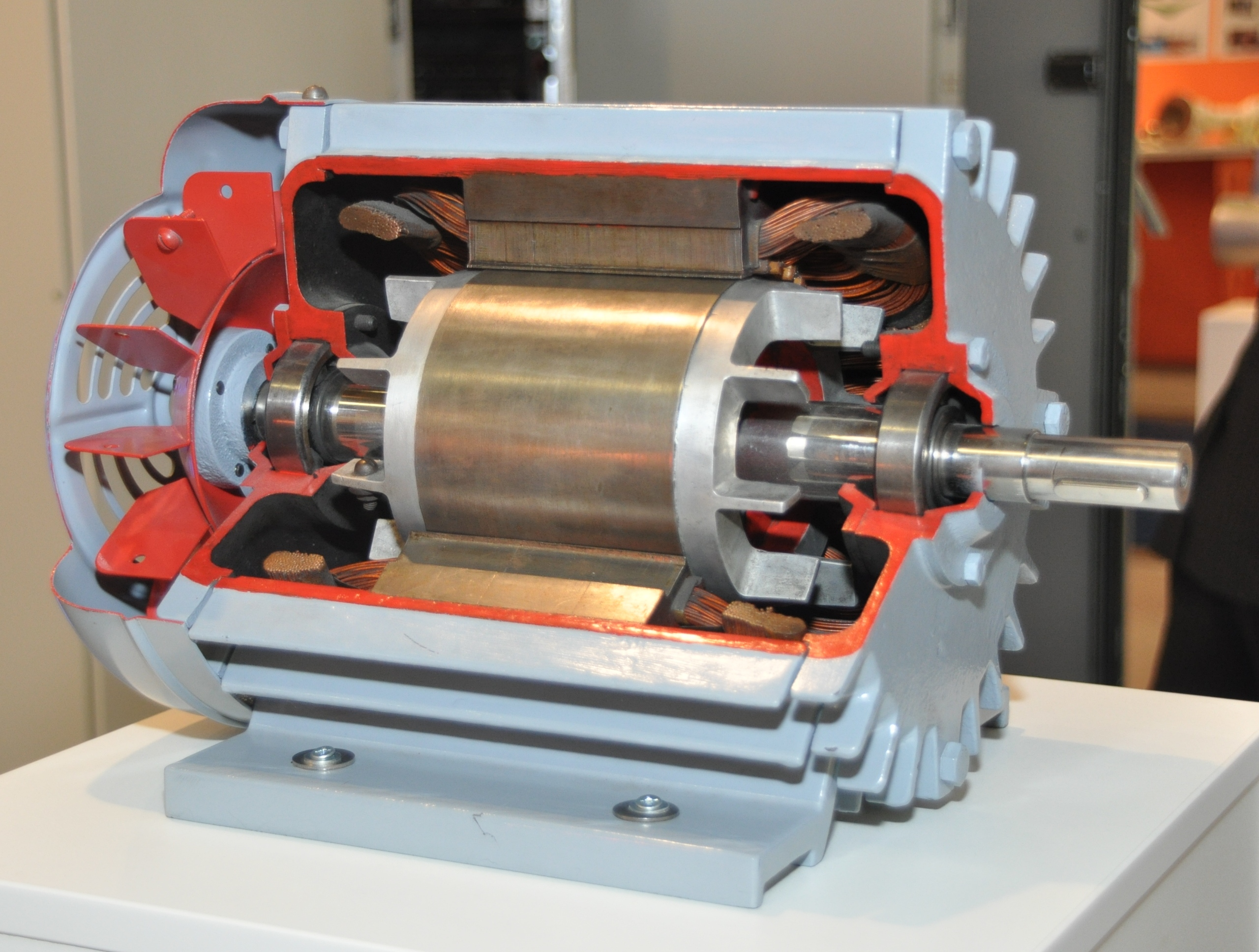
برش مقطعی یک موتور القایی.

موتورهای القایی AC عمومی‌ترین موتورهایی هستند که در سامانه‌های کنترل حرکت صنعتی و همچنین خانگی استفاده می‌شوند. طراحی ساده و مستحکم، قیمت ارزان، هزینه نگهداری پایین و اتصال آسان و کامل به یک منبع نیروی AC امتیازات اصلی موتورهای القایی AC هستند. انواع متنوعی از موتورهای القایی AC در بازار موجود است. موتورهای مختلف برای کارهای مختلفی مناسب‌اند. با اینکه طراحی موتورهای القایی AC آسان‌تر از موتورهای DC است، ولی کنترل سرعت و گشتاور در انواع مختلف موتورهای القایی AC نیازمند درکی عمیقتر در طراحی و مشخصات در این نوع موتورهاست.
این نکته در اساس انواع مختلف، مشخصات آنها، انتخاب شرایط برای کاربری‌های مختلف و روش‌های کنترل مرکزی یک موتورهای القایی AC را مورد بحث قرار می‌دهد.

### اصل ساخت اولیه و کاربری
مانند بیشتر موتورها، یک موتورهای القایی AC یک قسمت ثابت بیرونی به نام استاتور و یک روتور که در درون آن می‌چرخد دارند، که میان آن‌ها یک فاصله دقیق و ثابتی وجود دارد. به‌طور مجازی همه موتورهای الکتریکی از میدان مغناطیسی دوار برای گرداندن روتورشان استفاده می‌کنند. یک موتور سه فاز القایی AC تنها نوعی است که در آن میدان مغناطیسی دوار به‌طور طبیعی به وسیلهٔ استاتور به خاطر طبیعت تغذیه گر آن تولید می‌شود. در حالی که موتورهای DC به وسیله‌ای الکتریکی یا مکانیکی برای تولید این میدان دوار نیاز دارند. یک موتور القایی AC تک فاز نیازمند یک وسیله الکتریکی خارجی برای تولید این میدان مغناطیسی چرخشی است. در درون هر موتور دو سری آهن‌ربای مغناطیسی تعبیه شده‌است. در یک موتور القایی AC یک سری از مغناطیس شونده‌ها به خاطر اینکه تغذیه AC به پیچه‌های استاتور متصل است در استاتور تعبیه شده‌اند. بخاطر طبیعت متناوب تغذیه ولتاژ AC بر اساس قانون لنز نیرویی الکترومغناطیسی به روتور وارد می‌شود (درست شبیه ولتاژی که در ثانویه ترانسفورماتور القا می‌شود). بنابراین سری دیگر از مغناطیس شونده‌ها خاصیت مغناطیسی پیدا می‌کنند. -نام موتور القایی از اینجاست-. تعامل میان این مگنت‌ها انرژی چرخیدن یا تورک (گشتاور) را فراهم می‌آورد. در نتیجه موتور در جهت گشتاور به وجود آمده چرخش می‌کند.

### استاتور

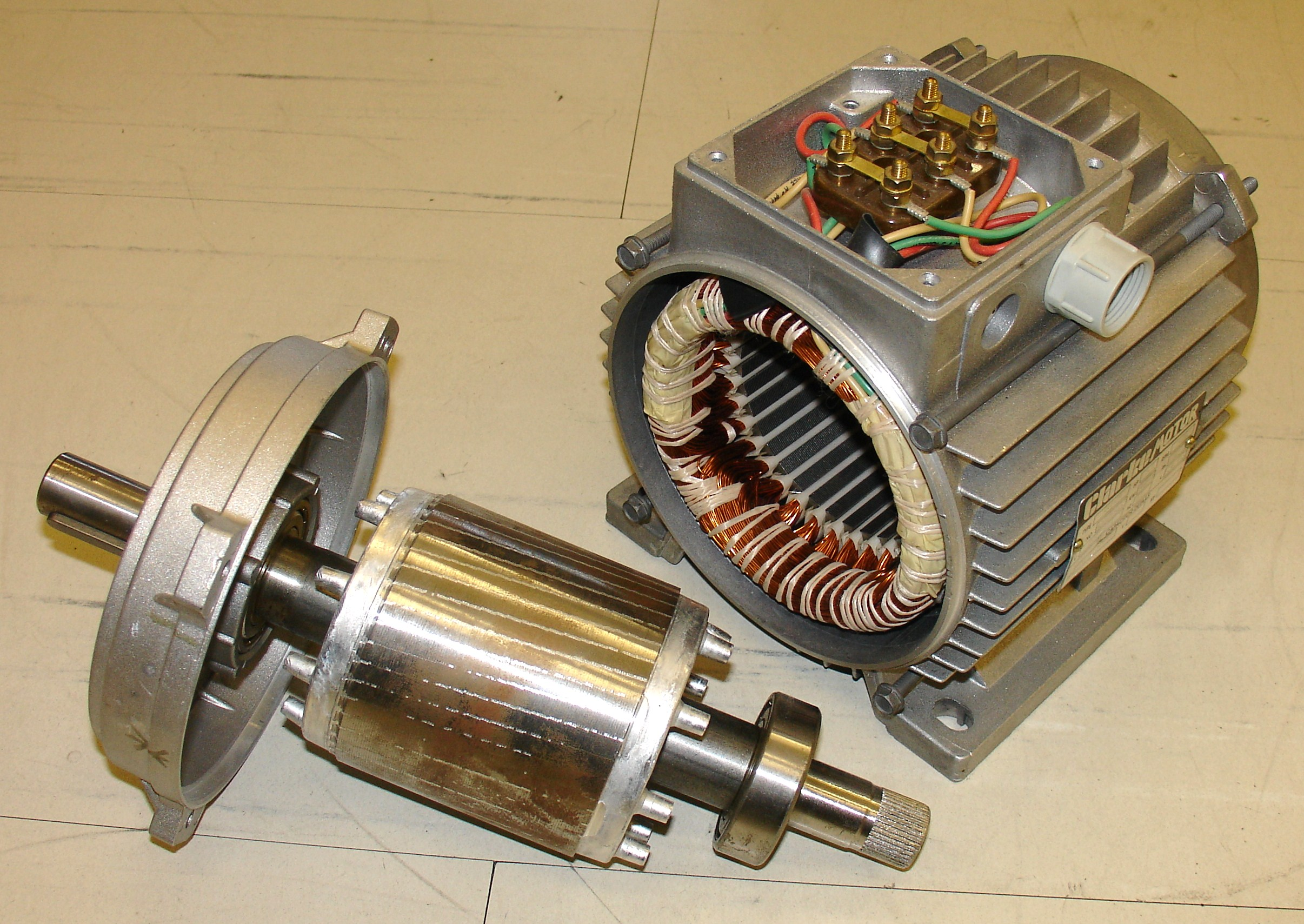
استاتور (راست) و روتور (چپ) یک موتور القایی.

استاتور از چندین قطعه باریک آلومینیم یا آهن سبک ساخته شده‌است. این قطعات به صورت یک سیلندر تو خالی به هم منگنه و محکم شده‌اند (هسته استاتور) با شیارهایی که در شکل یک نشان داده شده‌اند. سیم پیچهایی از سیم روکش دار در این شیارها جاسازی شده‌اند. هر گروه پیچه با هسته‌ای که آن را فرا گرفته یک آهن‌ربای مغناطیسی (با دو پل) را برای کار کردن با تغذیه AC شکل می‌دهد. تعداد قطب‌های یک موتور القایی AC به اتصال درونی پیچه‌های استاتور بستگی دارد. پیچه‌های استاتور مستقیماً به منبع انرژی متصل‌اند. آن‌ها به صورتی متصل اند که با برقراری تغذیه AC یک میدان مغناطیسی چرخنده تولید می‌شود.

### شکاف هوایی
فاصلهٔ میان روتور و استاتور «شکاف هوایی» نامیده می‌شود. شکاف هوایی تأثیر مهمی در دستگاه دارد و اغلب در کم‌ترین میزان استفاده می‌شود. این اثر اصلی‌ترین عامل کاهش ضریب قدرت موتر در هنگام کار است. در اثر افزایش شکاف هوایی تلفات شار مغناطیسی افزایش می‌یابد به همین دلیل باید فاصله حداقل باشد. شکاف هوایی بسیار کوچک منجر به سر و صدای و تلفات مکانیکی در موتور می‌شود.

### روتور

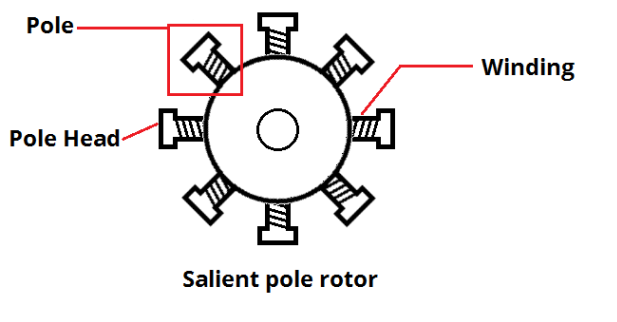
روتور قطب برجسته

روتور از چندین قطعه مجزای باریک فولادی که میانشان میله‌هایی از مس یا آلومینیم تعبیه شده ساخته شده‌است. در رایج‌ترین نوع روتور (روتور قفس سنجابی) این میله‌ها در انتهای خود به صورت الکتریکی و مکانیکی به وسیلهٔ حلقه‌هایی به هم متصل شده‌اند. تقریباً ۹۰ درصد از موتورهای القایی دارای روتور قفس سنجابی می‌باشند و این به خاطر آن است که این نوع روتور ساختی مستحکم و ساده دارد. این روتور از هسته‌ای چند تکه استوانه‌ای با محوری که شکاف‌های موازی برای جادادن رساناها درون آن دارد تشکیل شده‌است. هر شکاف یک میله مسی یا آلومینیومی یا آلیاژی را شامل می‌شود. در این میله‌ها به‌طور دائمی به وسیلهٔc cی انتهایی آن‌ها همچنان که در شکل دو مشاهده می‌شود اتصال کوتاه برقرار است. (چون این نوع مونتاژ درست شبیه قفس سنجاب است، این نام برای آن انتخاب شده‌است). میله‌ای روتور دقیقاً با محور موازی نیستند. در عوض به دو دلیل مهم قدری اریب نصب می‌شوند.
دلیل اول آنکه موتور با کاهش صوت مغناطیسی بدون صدا کارکرده و برای آنکه از هارمونیک‌ها در شکاف‌ها کاسته شود.
دلیل دوم آن است که گرایش روتور به هنگ کردن کمتر شود. دندانه‌های روتور به خاطر جذب مغناطیسی مستقیم (محض) تلاش می‌کنند که در مقابل دندانه‌های استاتور باقی بمانند. این اتفاق هنگامی می‌افتد که تعداد دندانه‌های روتور و استاتور برابر باشند.
روتور به وسیلهٔ مهارهایی در دو انتها روی محور نصب شده؛ یک انتهای محور در حالت طبیعی برای انتقال نیرو بلندتر از طرف دیگر گرفته می‌شود. ممکن است بعضی موتورها محوری فرعی در طرف دیگر (غیر گردنده - غیر منتقل‌کننده نیرو) برای اتصال دستگاه‌های حسگر حالت (وضعیت) و سرعت داشته باشند. بین استاتور و روتور شکافی هوایی موجود است. بعلت القا انرژی از استاتور به روتور منتقل می‌شود. تورک تولید شده به روتور نیرو داده و سپس برای چرخیدن به آن نیرو می‌کند. صرف نظر از روتور استفاده شده قواعد کلی برای دوران یکی است.
روتور نیز همانند استاتور از دو قسمت هسته و سیم پیچ تشکیل شده‌است که سیم پیچ‌های اطراف روتور می‌تواند از جنس مس یا آلومینیوم باشد. جنس هسته روتور معمولاً رابطه مستقیمی با قدرت موتور دارد به صورتی که برای موتورهای با قدرت بالا معمولاً از قفس مسی و در موتورهای با قدرت کم از قفس آلومینیمی استفاده می‌شود. در ساخت سیم پیچ روتور مسی از روش دایکست استفاده شده، در حالی که در سیم پیچ‌های آلومینیمی از روش ریخته‌گری استفاده می‌شود. روتور موتورهای القایی به دو دسته سیم پیچی شده و قفس سنجابی تقسیم می‌شود. برای موتورهای بزرگ معمولاً از روتور قفس سنجابی با شمش مسی و برای موتورهای کوچک از شمش آلومینیمی استفاده می‌شود.

## انواع موتورهای القایی

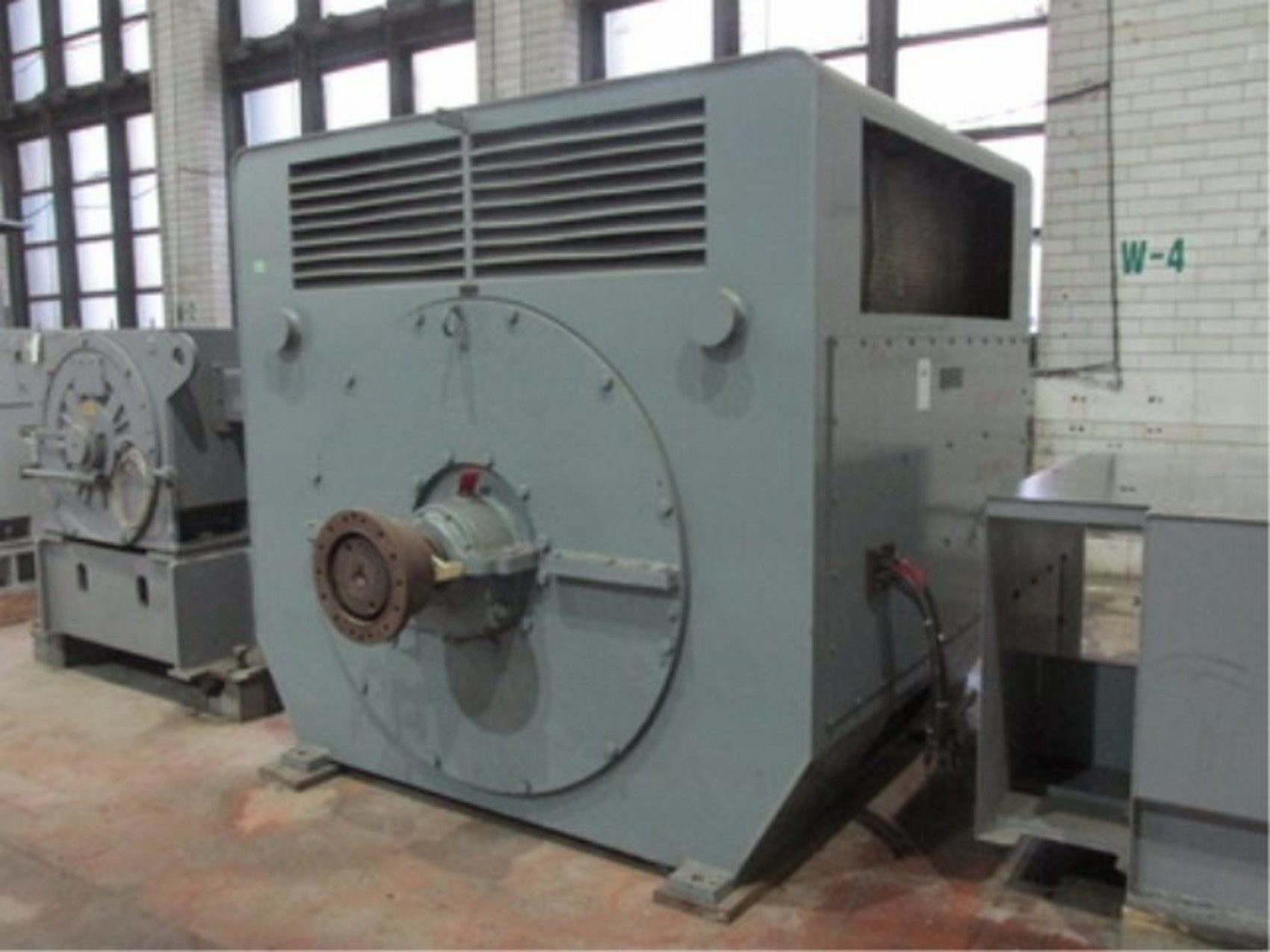
یک موتور القایی جریان متناوب پرقدرت با توان ۴۵۰۰ اسب بخار.

عموماً دسته‌بندی موتورهای القای براساس تعداد پیچه‌های استاتور است که عبارتند از:
- موتورهای القایی تک فاز
- موتورهای القایی سه فاز

### موتورهای القایی تک فاز
در کاربردهای غیر صنعتی، از موتورهای القایی تک فاز بیشتر از بقیه موتورها استفاده می‌شود، چرا که ارزان و دارای کمترین هزینه نگهداری هستند؛ این موتور یک پیچه اصلی دارد و با منبع تغذیه تک فاز کار می‌کند. در تمام موتورهای القایی تک فاز، روتور از نوع قفس سنجابی است.
موتور القایی تک فاز، خود راه انداز نیست. هنگامی که موتور به تغذیه تک فاز متصل است پیچه اصلی دارای جریانی متناوب می‌شود. این جریان متناوب میدان مغناطیسی ای ضربانی تولید می‌کند. به سبب القا، روتور تحریک می‌شود. چون میدان مغناطیسی اصلی ضربانی است گشتاوری که برای چرخش موتور لازم است به وجود نمی‌آید و تنها سبب لرزش روتور و نه چرخش آن می‌شود. از این رو موتور القایی تک فاز به دستگاه آغازگری نیاز دارد که می‌تواند ضربات آغازی را برای چرخش موتور تولید کند.
دستگاه آغاز گر موتورهای القایی تک فاز اساساً پیچه‌ای اضافی در استاتور است (پیچهٔ کمکی). پیچه کمکی می‌تواند دارای خازن‌های سری یا سوئیچ گریز از مرکز باشد. در ساده‌ترین نوع، پیچهٔ اصلی دارای ضریب خودالقایی زیاد و مقاومت کم است و پیچه کمکی، برعکس دارای مقاومت نسبتاً زیاد و ضریب خودالقایی کم است. از سوی دیگر، دو پیچه از نظر مکانی عمود برهم قرار گرفته‌اند؛ بنابراین وقتی این دو پیچه با یک منبع تک فاز تغذیه می‌شوند، اختلاف فاز جریان‌های دو پیچه به اندازه ای است که برآیند میدان مغناطیسی آن‌ها در استاتور، یک میدان مغناطیسی چرخنده پدیدمی‌آورد. موتور گردش را در جهت این میدان برآیند آغاز می‌کند.
هنگامی که موتور به ۷۵ درصد دور مجاز خود می‌رسد یک سوئیچ گریز از مرکز پیچه استارت را از مدار خارج می‌کند. از این لحظه به بعد موتور تک فاز می‌تواند گشتاور کافی را برای ادامه کارکرد خود نگه دارد.
بجز انواع خاص دارای Capacitor start / capacitor run عموماً همه موتورهای تک فاز فقط برای کاربری‌های بالای 3/4 hp استفاده می‌شوند.
بسته به انواع تکنیک‌های استارت موتورهای القایی تک فاز AC در دسته‌بندی ای وسیع آن گونه که در شکل زیر توصیف شده قرار دارند.
الکتروموتور تکفاز اغلب مصارف خانگی دارند یا در صنایع کوچکی که برق تک فاز دارند الکتروموتور تک فاز کاربرد زیادی دارند، ولی الکتروموتور سه فاز بیشتر کاربرد صنعتی دارند و در توان‌های کم تا چند صد کیلووات ساخته می‌شوند. ساختمان داخلی الکتروموتور تک فاز و الکتروموتور سه فاز تقریباً یکسان است. با این تفاوت که در الکتروموتور تک فاز گاهی از کلید گریز از مرکز استفاده‌شده‌است که در الکتروموتور سه فاز کاربرد ندارد.

### موتور القایی AC فاز شکسته
موتور فاز شکسته همچنین به عنوان استارت القایی/کارکرد القایی (به انگلیسی: Induction start/Induction run) هم شناخته می‌شود که دو پیچه دارد. پیچه استارت از سیم نازکتر و تعداد دور کمتر نسبت به پیچهٔ اصلی برای به وجود آوردن مقاومت بیشتر ساخته شده‌است. همچنین میدان پیچه استارت در زاویه‌ای غیر از آنچه که پیچهٔ اصلی دارد قرار می‌گیرد که سبب آغاز چرخش موتور می‌شود. پیچه ه می‌دارد.
تورک آغازین کم است مثلاً ۱۰۰ تا ۱۷۵ درصد گشتاور ارزیابی شده. موتور برای استارت جریانی زیاد طلب می‌کند. تقریباً ۷۰۰ تا ۱۰۰۰ درصد جریان ارزیابی شده. تورک بیشینه تولید شده نیز در محدوده ۲۵۰ تا ۳۵۰ درصد از گشتاور برآوردشده می‌باشد. (برای مشاهده منحنی سرعت – گشتاور به شکل ۹نگاه کنید).
کاربری‌های خوب برای موتورهای فاز شکسته شامل سمباده (آسیاب)های کوچک، دمنده‌ها و فن‌های کوچک و دیگر دستگاه‌هایی با نیاز به گشتاور آغازین کم با و نیاز به قدرت ۱/۲۰ تا ۱/۳ اسب بخار می‌باشد. از استفاده از این موتورها در کاربردهایی که به دوره‌های خاموش و روشن و گشتاور زیاد نیازدارند خودداری نمایید.

### موتور القایی با استارت خازنی
این نوع، موتور اصلاح شده فاز شکسته با خازنی سری با آن برای بهبود استارت است. همانند موتور معمولی فاز شکسته این نوع موتور یک سوئیچ گریز از مرکز داشته که هنگامی که موتور به ۷۵ درصد سرعت ارزیابی شده می‌رسد، پیچه استارت را از مدار خارج می‌نماید. از آنجا که خازن در مدار استارت است، گشتاور استارت بیشتری تولید می‌کند، معمولاً در حدود ۲۰۰ تا ۴۰۰ درصد گشتاور ارزیابی شده؛ و جریان استارت معمولاً بین ۴۵۰ تا ۵۷۵ درصد جریان ارزیابی شده‌است؛ که بسیار کمتر از موتور فاز شکسته و بعلت سیم ضخیم‌تر در مدار استارت است. برای منحنی سرعت گشتاور به شکل ۹ مراجعه کنید.
نوع اصلاح شده‌ای از موتور با استارت خازنی، موتور با استارت مقاومتی است. در این نوع موتور خازن استارت با یک مقاومت جایگزین شده‌است. موتور استارت مقاومتی در کاربریهایی مورد استفاده قرار می‌گیرد که میزان گشتاور استارتینگی کمتر از مقداری که موتور استارت خازنی تولید می‌کند لازم است. صرف نظر از هزینه این موتور امتیازات عمده‌ای نسبت به موتور استارت خازنی ندارد.
این موتورها در انواع مختلف کاربری‌های پولی و تسمه‌ای مانند تسمه نقاله‌های کوچک، پمپ‌ها و دمنده‌های بزرگ به خوبی بسیاری از خود گردان‌ها و کاربری‌های چرخ دنده‌ای استفاده می‌شوند.

### موتورهای AC القایی با خازن دائمی اسپلیت
این موتور (PSC) نوعی خازن دائماً متصل به صورت سری به پیچه استارت دارد. این کار سبب آن می‌شود که پیچه استارت تا زمانی که موتور به سرعت چرخش خود برسد به صورت پیچه‌ای کمکی عمل کند. از آنجا که خازن عملکرد اصلی، باید برای استفاده مداوم طراحی شده باشد، نمی‌تواند توان استارتی معادل یک موتور استارت خازنی ایجاد نماید. گشتاور استارت یک موتور (PSC) معمولاً کم و در حدود ۳۰ تا ۱۵۰ درصد گشتاور ارزیابی شده‌است. موتورهای (PSC) جریان استارتی پایین، معمولاً در کمتر از ۲۰۰ درصد جریان برآورد شده دارند که آن‌ها را برای کاربریهایی با سرعت‌های دارای چرخه‌های خاموش روشن بالا بسیار مناسب می‌سازد. برای منحنی سرعت – گشتاور به شکل ۹ مراجعه کنید.
موتورهای PSC امتیازات فراوانی دارند. طراحی موتور به راحتی برای استفاده با کنترل‌کننده‌های سرعت می‌تواند اصلاح شود. همچنین می‌توانند برای بازدهی بهینه و ضریب توان بالا در فشار برآورد شده طراحی شوند. آن‌ها به عنوان قابل اطمینان‌ترین موتور تک فاز مطرح می‌شوند. مخصوصاً به این خاطر که به سوئیچ گریز از مرکز نیازی ندارند.
موتورهای PSC بسته به طراحیشان کاربری بسیار متنوعی دارند که شامل فنها، دمنده‌ها با نیاز به گشتاور استارت کم و چرخه‌های کاری غیر دائمی مانند تنظیم دستگاه‌ها (طرز کارها)، عملگر درگاه‌ها و بازکننده‌های در گاراژها می‌شود.

### موتورهای AC القایی استارت با خازن/ کارکرد با خازن
این موتور، همانند موتور با استارت خازن، خازنی از نوع استارتی در حالت سری با پیچه کمکی برای گشتاور زیاد استارت دارد. همچنین مانند یک موتور PSC خازنی از نوع کارکرد که در کنار خازن استارت در حالت سری با پیچه کمکی است که بعد از شروع به کار موتور از مدار خارج می‌شود. این حالت سبب به وجود آمدن گشتاوری در حد اضافی می‌شود.
این نوع موتور می‌تواند… و بازده بیشتر طراحی شود. این موتور بخاطر خازن‌های کارکرد و استارت و سوئیچ گریز از مرکز آن پرهزینه‌است.
این موتور می‌تواند در بسیاری از کاربریهایی که از هر موتور تک فاز دیگری انتظار می‌رود استفاده شود. این کاربری‌ها شامل ماشین‌های مرتبط با چوب، کمپرسورهای هوا، پمپ‌های آب فشار قوی، پمپ‌های تخلیه و دیگر کاربردهای نیازمند گشتاورهای بالا در حد ۱ تا ۱۰ اسب بخار می‌شوند.

### موتور القایی ACقطب چاکدار(سایه دار)
موتورهای با قطب چاکدار فقط یک پیچه اصلی دارند و پیچه استارت ندارند. استارت خوردن به وسیلهٔ طرح خاص آن که حلقه پیوسته مسی ای را دور قسمت کوچکی از هر قطب موتور حلقه می‌کند انجام می‌شود. این سایه که قطب را دو تکه می‌کند سبب می‌شود که میدان مغناطیسی ای ضعیفتر در ناحیه سایه خورده نسبت به قسمت دیگر و در کنار آن به وجود آید. تعامل میان میدان‌ها محور را به چرخش وامی‌دارد.
چون موتور با قطب سایه خورده پیچه استارت، سوئیچ استارت ویا خازن ندارد از نظر الکتریکی ساده و ارزان است. همچنین سرعت آن را صرفاً با تغییر ولتاژ یا به وسیلهٔ یک پیچه با چند دور مختلف می‌توان کنترل کرد.
ساخت موتور با قطب سایه خورده از نظر مکانیکی اجازه تولید انبوه را می‌دهد. درحقیقت این موتورها به موتورهای یک بار مصرف معروفند. بدین معنی که جایگزین کردن آن‌ها ارزانتر از تعمیر آنهاست.
موتورهای با قطب سایه دار بسیاری مشخصات مثبت دارند. اما چندین مورد بی فایدگی هم دارند. گشتاور استارت کم آن معمولاً ۲۵ تا ۷۵ درصد گشتاور برآوردی است. این موتور موتوری با اتلاف بالاست که سرعتی حدود ۷ تا ۱۰ درصد سرعت سنکرون دارد. عموماً بازده این نوع موتور بسیار پایین است (زیر ۲۰ درصد).
هزینه اولیه پایین آن را برای قدرت کمتر یا کاربردهای با کار کمتر مناسب می‌سازد. شاید وسیعترین استفاده از آن‌ها در فن‌های چند سرعته برای استفاده خانگی است؛ ولی گشتاور کم موتور دارای قطب سایه دار را برای بیشتر کاربری‌های صنعتی یا تجاری که در آن‌ها کار مداوم یا چرخه‌های گردش بیشتر معمول است غیرقابل استفاده می‌کند.

### موتورهای AC سه فاز
برای کاربردهای نیازمند به توان بالاتر، از موتورهای القایی سه فاز AC (یا چند فاز) استفاده می‌شود. این موتورها از اختلاف فاز موجود بین فازهای تغذیه چند فاز الکتریکی برای ایجاد یک میدان الکترومغناطیسی دوار درونشان، استفاده می‌کنند. اغلب، روتور شامل تعدادی هادی‌های مسی است که در فولاد قرار داده شده‌اند. از طریق القای الکترومغناطیسی میدان مغناطیسی دوار در این هادی‌ها القای جریان می‌کند، که در نتیجه منجر به ایجاد یک میدان مغناطیسی متعادل‌کننده شده و موجب می‌شود که موتور در جهت گردش میدان به حرکت در آید. یکی از مزیت‌های موتورهای سه فاز داشتن گشتاوری ثابت و مستقل از زمان است که باعث می‌شود موتور به نرمی کار کرده و از ضربات ناشی از تغییر گشتاور در حین کار که در موتورهای تک فاز وجود دارد در امان باشد و طول عمر و راندمان بالاتری نسبت به موتورهای تک فاز خواهد داشت.
این نوع از موتور با نام موتور القایی معروف است. برای اینکه این موتور به حرکت درآید بایستی همواره موتور با سرعتی کمتر از بسامد منبع تغذیه اعمالی به موتور، بچرخد، چرا که در غیر این صورت میدان متعادل‌کننده‌های در روتور ایجاد نخواهد شد. استفاده از این نوع موتور در کاربردهای ترکشن نظیر لوکوموتیوها، که در آن به موتور ترکشن آسنکرون معروف است، روز به روز در حال افزایش است. به سیم پیچ‌های روتور جریان میدان جدایی اعمال می‌شود تا یک میدان مغناطیسی پیوسته ایجاد شود، که در موتور هم‌زمان وجود دارد، موتور به صورت هم‌زمان با میدان مغناطیسی دوار ناشی از برق AC سه فاز، به گردش در می‌آید. موتورهای هم‌زمان (سنکرون) را می‌توانیم به عنوان مولد جریان هم بکار برد.
سرعت موتور AC در ابتدا به فرکانس تغذیه بستگی دارد و مقدار لغزش، یا اختلاف در سرعت چرخش بین چرخانه و میدان ایستانه، گشتاور تولیدی موتور را تعیین می‌کند. تغییر سرعت در این نوع از موتورها را می‌توان با داشتن دسته سیم پیچها یا قطبهایی در موتور که با روشن و خاموش کردنشان سرعت میدان دوار مغناطیسی تغییر می‌کند، ممکن ساخت. به هر حال با پیشرفت الکترونیک قدرت می‌توانیم با تغییر دادن بسامد منبع تغذیه، کنترل یکنواخت تری بر روی سرعت موتورها داشته باشیم.
یکی از مهم‌ترین عواملی که بر سرعت الکتروموتور سه فاز تأثیر دارد فرکانس تغذیه این دستگاه است پارامترهایی که میزان گشتاور تولیدشده توسط الکتروموتور سه فاز را تعیین می‌کنند اولین پارامتر اختلاف سرعت بین روتور و میدان مغناطیسی ایجاد شده توسط استاتور و دومین پارامتر میزان لغزندگی دینام می‌باشد. پارامتر سرعت در دینام سه فاز قابل‌تغییر است البته درصورتی‌که در قسمت دسته سیم‌پیچ‌های موجود در استاتور الکتروموتور سه فاز تعداد قطب‌های مختلف وجود داشته باشد که با استفاده از آن‌ها سرعت میدان مغناطیسی موجود در الکتروموتور سه فاز که در حال چرخش است را بتوان تغییر داد. در حالت کلی باید بگویم که در موتور سه فاز که از نوع القایی است می‌توان سرعت را به‌صورت کامل و یکنواخت کنترل کرد و انجام این فرایند فقط با تغییر دادن فرکانس الکتروموتور سه فاز میسر است. اینورتر یکی از بهترین ابزارها برای کاهش فرکانس و تنظیم دور الکتروموتور است.

## موتور قفس سنجابی
تقریباً ۹۰ درصد موتورهای القایی AC سه فاز از این نوعند؛ که روتور آن‌ها از نوع قفس سنجابی است که در ابتدا توضیح داده شد. محدوده‌های طبقه‌بندی نیروی آن‌ها از یک سوم تا چند صد اسب بخار است. این نوع موتورها که در دسته یک اسب بخار به بالا اند در مقایسه با مشابه‌های تک فاز کم هزینه‌ترند و می‌توانند در استارت در فشارهای سنگین‌تر کار کنند.

## موتور با روتور پیچشی
موتور با حلقه لغزان یا موتور روتور پیچشی نوعی از موتور القایی قفس سنجابی است. درحالی که استاتور در این موتور همانند موتور قفس سنجابی است یک سری از پیچه‌ها را روی روتور خود دارد که در حالت مدار کوتاه نیستند ولی به یک سری از رینگ‌های لغزان ختم می‌شوند. این پیچه‌ها در اضافه کردن مقاومتها و خازن‌های خارجی سودمندند. اسلیپ لازم برای تولید گشتاور بیشینه نهایی مستقیماً با مقاومت روتور متناسب است. در موتور با حلقه لغزان مقاومت مؤثر روتور با اضافه کردن مقاومت خارجی میان حلقه‌های لغزان کاهش میابد؛ بنابراین امکان بدست آوردن لغزش بیشتر و همچنین گشتاور بیشینه نهایی در سرعت‌های کمتر وجود دارد.
یک مقاومت خارجی می‌تواند در سرعت تقریباً صفر را نتیجه دهد که گشتاور بیشینه نهایی بسیار زیادی با جریان استارت کم را تولید می‌کند. هنگامی که موتور شتاب می‌گیرد مقدار مقاومت می‌تواند کاهش یابد تا مشخصات موتور برای کارهایی با فشار زیاد مناسب شود. هنگامی که موتور به سرعت اصلی می‌رسد خازن‌های خارجی از مدار خارج می‌شوند و این بدین معنی است که اکنون موتور به عنوان یک موتور القایی استاندارد کار می‌کند.
این نوع موتور برای فشارهای مانا (کارهایی با فشار ثابت) که درآن‌ها گشتاور نهایی باید در سرعت تقریباً صفر تولید شده و موتور در کمترین زمان و با کمترین مصرف جریان تا سرعت بیشینه شتاب گیرد ایدئال است.
قسمت پایینی موتور با حلقه لغزان که در آن حلقه‌ها به همراه مجموعه براش‌ها است به نگهداری منظم نیاز دارد که از نظر قیمت، استاندارد بودن آن را به عنوان یک موتور قفس سنجابی غیرممکن می‌کند. اگر پیچه‌ها کوتاهتر شده و استارت زده شود معمولاً جریان بالا از روتور در حالت متوقف عبور می‌کند که در حد ۱۴۰۰ درصد است. درحالیکه در این حالت در آن گشتاوری در حد ۶۰درصد تولید می‌نماید که در بسیاری از کاربری‌ها چنین امکان پشتیبانی چنین چیزی نیست. با تغییر مقاومتهای روتور منحنی سرعت گشتاور تعدیل می‌گردد که بدان وسیله سرعتی که در آن موتور در فشاری مخصوص کار می‌شود. ظرفیت تکمیل فشار می‌تواند سرعت را تا ۵۰درصد سرعت سنکرون کاهش دهد. خصوصاً هنگامی که فشار، از انواعی با نیاز به گشتاور – سرعت‌های مختلف مثل پرس‌های چاپ یا کمپرسورها است. کاهش سرعت تا زیر ۵۰ درصد بازده را به خاطر اتلاف انرژی در مقاومتها به شدت کاهش می‌دهد. این نوع موتور در کاربردهای با گشتاور و سرعت‌های مختلف مانند پرس‌های چاپ، کمپرسورها، تسمه‌نقاله‌ها، بالابرها و آسانسورها مورد استفاده قرار می‌گیرد.

## موتورهای پله‌ای
در موتور پله‌ای، روتور، یک آهن‌ربای دائمی است، و استاتور از چند آهن‌رباهای الکتریکی (سیم‌پیچ) تشکیل شده‌است که جریان آن‌ها به صورت الکترونیکی و بر اساس الگویی معین قطع و و وصل می‌شود. موتورهای پله‌ای، می‌توانند آرام یا تند، و نیز به اندازهٔ دقیق و مشخصی چرخیده و متوقف بمانند. موتور پله‌ای کنترل‌شده با رایانه در سیستم‌های تنظیم موقعیت به‌کار می‌رود، به‌ویژه وقتی که بخشی از یک سیستم دیجیتال کنترل بار باشد.

## موتورهای خطی
یک موتور خطی اساساً یک موتور الکتریکی است که از حالت دوار درآمده تا به جای اینکه یک گشتاور (چرخش) گردشی تولید کند، یک نیروی خطی توسط ایجاد یک میدان الکترومغناطیسی سیار در طولش، به وجود آورد. موتورهای خطی اغلب موتورهای القایی یا پله‌ای هستند. می‌توانید یک موتور خطی را در یک قطار سریع‌السیر مَگ‌لِو مشاهده کنید که در آن قطار روی ریل، معلق است.